# Lingbergbeek
De Lingbergbeek is een beek in Nederlands Zuid-Limburg in de gemeentes Vaals en Gulpen-Wittem. De beek ligt ten zuidoosten van Epen op de rechteroever van de Geul.
Niet ver van de monding van de beek ligt de Hoeve Vernelsberg.

## Ligging
De beek ontspringt ten zuidwesten van buurtschap Camerig op de westelijke helling van het Plateau van Vijlen in het Geuldal. Vanaf de bron loopt de beek in zuidwestelijke richting. Na ongeveer 325 meter mondt de beek tussen de Lousbergbeek en de Klopdriesscherbeek uit in de Geul.